# Zali potok (Tržiška Bistrica)
Zali potok je gorski potok, ki izvira v okolici planine Zali potok ob južnem pobočju gorskega grebena Košuta v Karavankah in se v bližini zaselka Jelendol kot drugi desni pritok izliva v Tržiško Bistrico.